# Café Jalloul
Pour les articles homonymes, voir Jalloul.
Café Jalloul est une sitcom humoristique tunisienne, en arabe en trente épisodes de 26 minutes diffusée en octobre 2005 sur Hannibal TV durant le mois de ramadan.

## Synopsis
Cette sitcom s'articule autour d'un « Café Jalloul » dont la propriétaire est Zahoua, femme coriace et fantaisiste qui surveille tout dans son antre. Elle y accueille un « microcosme de la société tunisienne à travers toutes les catégories sociales : des retraités, des jeunes, des dragueurs, des désœuvrés et des personnages fantasques ». Et puis, il y a ceux de passage à l'instar de Chedly Yahasri, de sa femme Hasna ou du docteur Lamine Nahdi.

## Distribution
- Zahira Ben Ammar : Zahoua
- Abdelhamid Guayas : Jalloul
- Fayçal Bezzine : Azza
- Lotfi Dziri : Johnny
- Taoufik El Ayeb : retraité
- Chedly Arfaoui : jeune
- Hichem Rostom : Chedly Yahasri
- Martine Gafsi : Hasna, femme de Chedly
- Jaafar Guesmi : jeune
- Mohamed Kouka : retraité
- Slim Mahfoudh : retraité
- Lamine Nahdi : Dr Lamine Nahdi